# Dòlmens tipus Son Salomó
Els dòlmens tipus Son Salomó són una classe de sepulcre trobat exclusivament a Menorca que semblen posteriors als dòlmens estrictes, però propis de la cultura megalítica europea incardinat en el període pretalaiòtic menorquí. Deu el seu nom a la finca on estava situat el primer exemplar descrit. Els artefactes trobats al seu entorn suggereixen que són posteriors al dòlmens convencionals, però encara no hi ha una cronología ben definida per a ells.
Es caracteritza per estar conformat per lloses de menor mida que els dòlmens, per no disposar de corredor d'accés a la cambra funerària que pot ser rectangular o el·líptica i formada per murs construïts amb filades de pedres.
Alguns exemples d'aquest tipus de construcció són els de Son Salomó, Alcaidús, Ferragut Nou.